# Materiale rotabile della metropolitana di Londra
La storia del materiale rotabile della metropolitana di Londra è complessa quasi quanto la storia della rete stessa. Sono stati usati numerosi treni, dagli antichi giorni delle locomotive a vapore agli odierni treni elettrici. I differenti tipi di treni sono elencati in seguito.

## Treni attuali
La seguente tabella elenca i treni utilizzati attualmente, riportando anche un'immagine, la sua data d'introduzione e con quale treno probabilmente verrà sostituito.
| Linea              | Treno utilizzato attualmente | Immagine | Introdotto nel | Verrà sostituito con           |
| ------------------ | ---------------------------- | -------- | -------------- | ------------------------------ |
| Bakerloo           | 1972 Stock                   |          | 1973           | Un treno il cui nome sarà Evo. |
| Central            | 1992 Stock                   |          | 1993–1995      | Un treno il cui nome sarà Evo. |
| Circle             | S7 Stock                     |          | 2013           | Non annunciato                 |
| District           | S7 Stock                     |          | 2013-2014      | Non annunciato                 |
| Hammersmith & City | S7 Stock                     |          | 2012           | Non annunciato                 |
| Jubilee            | 1996 Stock                   |          | 1997–1998      | Non annunciato                 |
| Metropolitan       | S8 Stock                     |          | 2010           | Non annunciato                 |
| Northern           | 1995 Stock                   |          | 1998–2001      | Non annunciato                 |
| Piccadilly         | 1973 Stock                   |          | 1975           | Un treno il cui nome sarà Evo. |
| Victoria           | 2009 Stock                   |          | 2009–2011      | Non annunciato                 |
| Waterloo & City    | 1992 Stock                   |          | 1993           | Un treno il cui nome sarà Evo. |

## Digital Voice Announcer (DVA)
Nella metropolitana di Londra tutti i convogli sono dotati del Digital Voice Announcer.
La voce è data da Emma Clarke sulle linee Bakerloo, Waterloo & City e Central Line. Sulle linee District, Circle, Hammersmith & City, Metropolitan e Victoria utilizzano la voce di Sarah Parnell. La linea Piccadilly usa la voce di Julie Berry. La Northern e la Jubilee usano la voce di Celia Drummond e sulla Jubilee ci sono anche la voce di "Anita" per la destinazione e quella di Michael Meech al capolinea per avvertire di scendere e di non lasciare niente sul treno.
Quasi tutte le linee hanno un annuncio diverso. A volte si tratta di piccole differenze ma, ad esempio, sulle linee Victoria e sulla Jubilee il DVA annuncia in quale lato si apriranno le porte per scendere dal treno.
Il DVA serve per fornire al viaggiatore informazioni sulla stazione, sui suoi interscambi e sulle stazioni successive.

## Storia
Di seguito vengono elencati tutti i convogli impiegati nelle linee della metropolitana di Londra, dalla sua apertura ad oggi:
| Convoglio           | Linee                                              | Termine dell'esercizio |
| ------------------- | -------------------------------------------------- | ---------------------- |
| 1900 Stock          | Central                                            | 1903                   |
| 1903 Stock          | Central                                            | 1939                   |
| B Stock             | District                                           | 1926                   |
| 1906 Stock          | Bakerloo, Northern, Piccadilly                     | 1929                   |
| C, D e E Stock      | District                                           | 1938                   |
| 1914 Stock          | Bakerloo                                           | 1935                   |
| 1915 Stock          | Central                                            | 1939                   |
| Watford Joint Stock | Bakerloo                                           | 1935                   |
| F Stock             | District, Metropolitan                             | 1963                   |
| 1920 Stock          | Bakerloo, Piccadilly                               | 1935                   |
| Circle Stock        | Circle, Hammersmith & City, Metropolitan           | 1950                   |
| G Stock             | District                                           | 1963                   |
| T Stock             | Metropolitan                                       | 1962                   |
| Standard Stock      | Bakerloo, Central, Northern, Piccadilly            | 1961–67                |
| O e P Stock         | Circle, District, Hammersmith & City, Metropolitan | 1981                   |
| Q Stock             | District, Hammersmith & City, Metropolitan         | 1971                   |
| 1938 Stock          | Bakerloo, Northern                                 | 1988                   |
| R Stock             | District                                           | 1983                   |
| 1949 Stock          | Bakerloo, Northern, Piccadilly                     | 1972-78                |
| 1956 Stock          | Bakerloo, Northern, Piccadilly                     | 1999                   |
| 1959 Stock          | Bakerloo, Northern, Piccadilly                     | 2000                   |
| 1960 Stock          | Central                                            | 1994                   |
| A60 e A62 Stock     | Metropolitan                                       | 2011–12                |
| 1962 Stock          | Central, Northern                                  | 1998–99                |
| 1967 Stock          | Victoria                                           | 2009–11                |
| C69 e C77 Stock     | Circle, District, Hammersmith & City               | 2013–14                |
| 1972 Stock          | Bakerloo, Northern                                 | -                      |
| 1973 Stock          | Piccadilly                                         | -                      |
| D78 Stock           | District                                           | 2016–17                |
| 1983 Stock          | Jubilee                                            | 1997–98                |
| 1986 Stock          | Central, Jubilee                                   | 1989                   |
| 1992 Stock          | Central, Waterloo & City                           | -                      |
| 1995 Stock          | Northern                                           | -                      |
| 1996 Stock          | Jubilee                                            | -                      |
| 2009 Stock          | Victoria                                           | -                      |
| S8 Stock            | Metropolitan                                       | -                      |
| S7 Stock            | Circle, District, Hammersmith & City               | -                      |